# Beatrice Tinsley
Beatrice Tinsley (Chester, 1941. január 27. – New Haven, 1981. március 23.) brit születésű új-zélandi kozmológus és csillagász. A 3087 Beatrice Tinsley kisbolygót róla nevezték el.

## Életrajz
Tinsley 1962-ben szerzett Masters in Science fokozatot a Canterbury Egyetemen.